# Chantenay-sur-Loire
Pour les articles homonymes, voir Chantenay.
Chantenay-sur-Loire est une ancienne commune de Loire-Inférieure, située sur la rive droite de la Loire juste à l'ouest de Nantes, annexée à cette dernière en 1908 en même temps que la commune de Doulon. Le territoire de cette ancienne commune est actuellement réparti entre les quartiers Bellevue - Chantenay - Sainte-Anne et Dervallières - Zola.

## Toponymie

### Origine du nom
Le nom de « Chantenay » procède du latin Cantenacum ou Villa Canteni, venant du patronyme Cantenos, nom d'un riche propriétaire terrien de l'époque gallo-romaine qui possédait un vaste domaine à cet endroit, autour duquel le village s'est développé. Le bulletin des lois de 1801 mentionne les graphies « Chantenay » et « Chantenai ». L'utilisation de « Chantenay-sur-Loire » entre en vigueur après sa publication dans le bulletin des lois en 1887. On rencontre aussi « Chantenay-lès-Nantes » (registres d'état civil au XIXe siècle).
Depuis son intégration à la commune de Nantes, les termes de « -sur-Loire » et « -lès-Nantes » ont été abandonnés, le toponyme de « Chantenay » désignant surtout de nos jours l'ensemble des vieux quartiers de l'ancienne commune, comme le « Bas-Chantenay » qui désigne ceux situés au plus près de la Loire.
En gallo, la langue d'oïl locale, Chantenay se dit [ ʃãtnaj] ou [ʃɛ̃tnaj] et s'écrit Chantnai en graphie ABCD ou Chantnài selon la graphie ELG.

### Utilisation du nom de «Chantenay»
Le nom de Chantenay (sur Loire) est utilisé pour désigner au moins deux produits :
- la carotte de Chantenay, apparemment connue même dans les pays anglophones[4] en raison de sa grande taille ;
- le vernis de Chantenay, destiné au revêtement intérieur des boîtes de conserves, mis au point par Jean-Baptiste Georget, maire de la commune à partir de 1871.

## Histoire

### Les origines (XIe-XVesiècle)
Une abbaye bénédictine, dépendant de l’abbaye de Saint-Melaine près de Rennes, est présente au XIe siècle.
Au XIIIe siècle, les moines assurent le service d’une église paroissiale, Saint-Martin, dont le ressort est délimité par la Loire, le rocher de Misery (actuellement « butte Sainte-Anne ») et la Chézine. Un presbytère est construit au XVe siècle, qui existe encore actuellement.

### La paroisse Saint-Martin de Chantenay
Par la suite, la paroisse Saint-Martin devient une paroisse séculière, dépendant de l’évêque de Nantes. Les registres paroissiaux disponibles commencent en 1567.
Sur la butte de Misery, se trouve la seigneurie de la Hautière ; à partir du XVe siècle, les seigneurs exploitent la carrière au pied de la butte. Des carrières sont aussi exploitées au nord de la paroisse, aux alentours de l'actuelle place Émile-Zola.
Au nord-ouest de la paroisse, se trouvent le domaine de la famille de Derval, avec une demeure, puis un château, les Dervallières ; les seigneuries de Carcouet et du Tillay.
L'abbaye bénédictine devient un domaine laïque, qui passe aux mains de différentes familles, sous le nom de "domaine de l'Abbaye".

### Les réfugiés acadiens duXVIIIesiècle

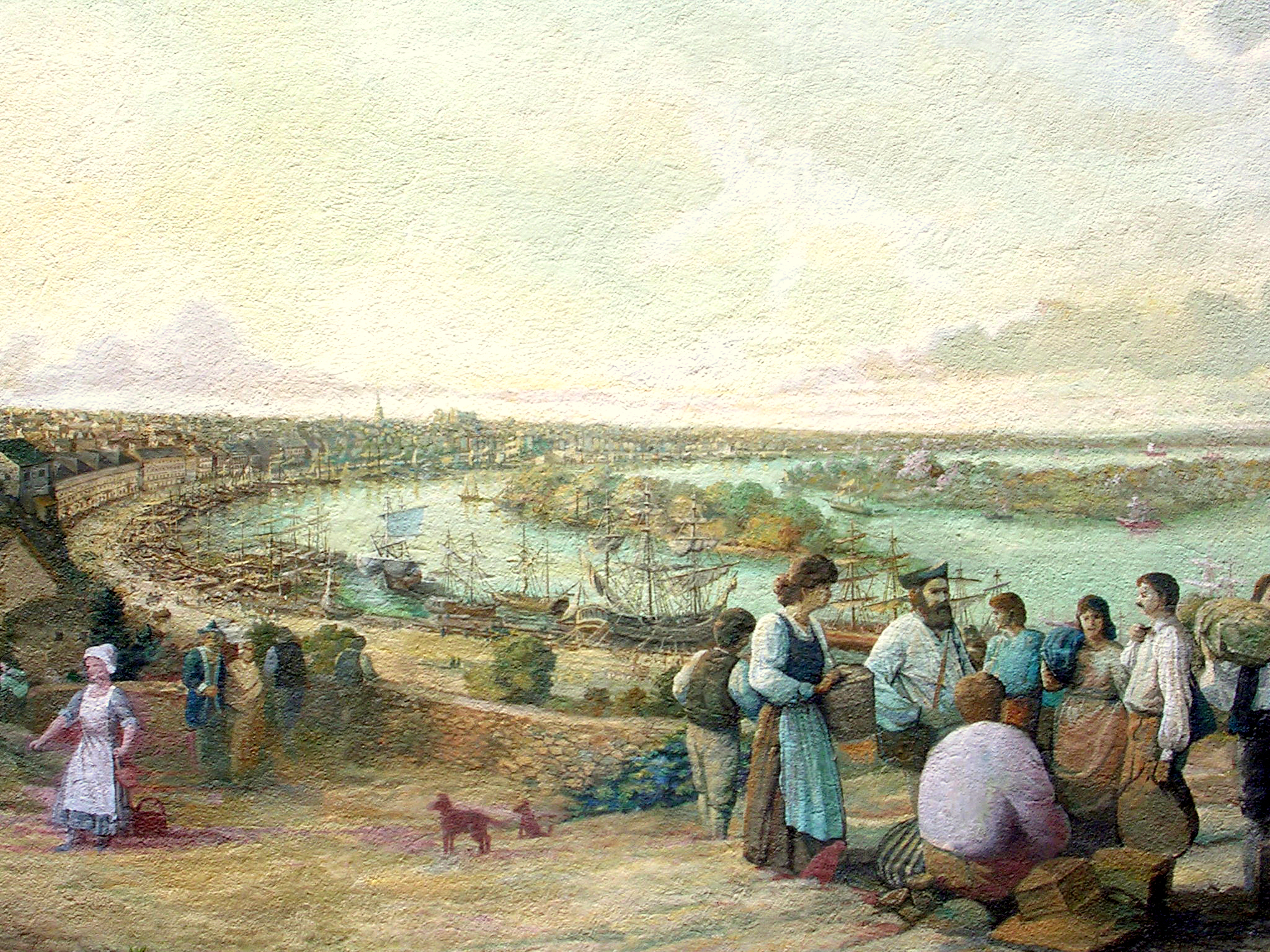
Mémorial des Acadiens, fresque de Robert Dafford

Un épisode particulier de l'histoire de Chantenay est l’installation pendant quelques années d’une importante communauté d’Acadiens dans la paroisse.
L'Acadie (actuelle Nouvelle Écosse) est cédée à l'Angleterre en 1713. En 1755, le gouvernement anglais décide la déportation des Acadiens d'origine française (le « Grand Dérangement ») ; beaucoup d'entre eux sont détenus en Angleterre pendant la guerre de Sept ans puis rapatriés en France à partir de 1763, notamment dans le Poitou. En 1775, un groupe de plus d'un millier d'entre eux arrive à Nantes, dans l'espoir de repartir pour le Nouveau Monde.
Dans l'attente d'un embarquement pour la Louisiane, encore colonie française à ce moment, ils se répartissent dans différentes paroisses, mais sont particulièrement nombreux à Chantenay. Sur 1202 actes d'état civil les concernant, de 1775 à 1785, 545 viennent de la paroisse Saint-Martin. Dans l'ensemble, ces Acadiens (généralement des gens assez jeunes) ne bénéficient d'aucun secours officiel. Ils s'intègrent plus ou moins, puisque la moitié des mariages recensés d'Acadiens sont conclus avec des métropolitains. En 1785, un groupe important quitte la région, mais certains d’entre eux s'y fixent définitivement.
Cet évènement est commémoré par une plaque sur l’église Saint-Martin, et, plus récemment, par la fresque des Acadiens, réalisée en 1993 par un artiste louisianais, Robert Dafford.

### L'époque contemporaine

#### La Révolution et l’Empire

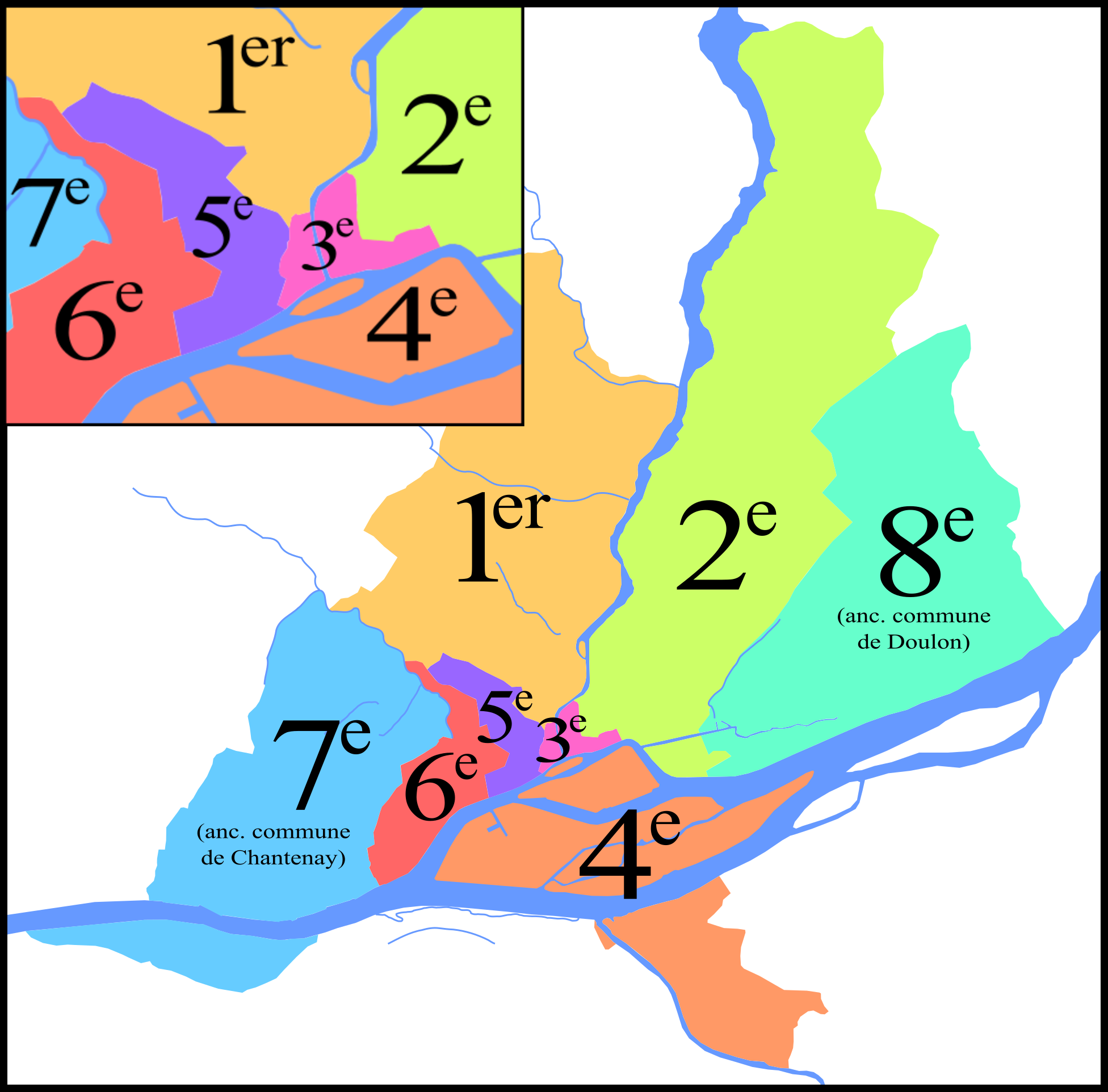
Carte des arrondissements de Nantes en 1926, l'ancienne commune de Chantenay correspond au 7e.

Au début de 1790, Chantenay devient une commune, dont les limites correspondent d'abord à celles de la paroisse Saint-Martin. Un peu plus tard, le rocher de Misery, encore très faiblement peuplé, est intégré à la commune de Nantes.
Durant la Terreur, alors que Nantes se trouve sous la direction du représentant en mission Jean-Baptiste Carrier, la carrière de Misery est un lieu d’exécution pour les prisonniers de l’armée vendéenne en déroute. Un grand nombre de ces prisonniers meurent de maladie (typhus) ou sont exécutés par fusillade ou par noyade.
Le chantier naval Crucy
En même temps, Chantenay connaît le début de son développement industriel.
En effet, en 1796, les frères Louis et Antoine Crucy (frères de l'architecte-voyer de Nantes Mathurin Crucy) y créent un chantier naval, qu'ils appellent généralement chantier de la Piperie. Les Crucy ont déjà un chantier naval à Basse-Indre depuis 1793. Le chantier de Chantenay est considérable avec une longueur de 560 m environ. Il s'agit d'un emplacement à l'ouest des Salorges, dont l'aménagement est envisagé depuis quelques décennies, Mathurin Crucy ayant d'ailleurs conçu un projet dans les années 1780. En 1790, 9 lots ont été découpés, mais seulement un vendu, puis la Ville a suspendu l'opération qui ne reprend qu'en 1796 ; les 8 lots restants sont alors achetés par la société formée entre Louis et Antoine Crucy, à laquelle Mathurin se joint dans les années qui suivent.

#### Le développement de l’industrie
Au XIXe siècle et au début du XXe siècle, l'activité industrielle se développe considérablement, provoquant la croissance de la population de Chantenay comme du quartier Sainte-Anne.
L’industrialisation concerne deux secteurs : la rue de la Ville-en-Bois, limitrophe de Nantes, où s’implantent plusieurs conserveries, à la suite de l'usine Colin de la rue des Salorges, ainsi que des ateliers ou usines de ferblanterie ; la rive de la Loire est occupée surtout dans la seconde moitié du XIXe siècle, après l'arrivée du chemin de fer en 1857 (Chantenay a une gare sur la ligne de Nantes à Saint-Nazaire) mais aussi grâce au développement de l'industrie chimique, repoussée hors des villes par divers règlements.

##### Activités portuaires
Les activités du port de Nantes emploient une main d'œuvre nombreuse, en particulier le trafic du charbon, autour de l'usine de fabrication d'agglomérés « Blanzy-Ouest ».

##### Les chantiers navals
Au cours du siècle, on trouve à Chantenay des chantiers navals parmi lesquels :
- les chantiers Hubert Baudoux[10] ;
- les chantiers Crucy ;
- les chantiers Dubigeon, dont témoigne la présence de la grue noire ;
- les Nouveaux chantiers nantais de Chantenay, créés vers 1900.

##### Autres industries
Au début du XIXe siècle, on trouve :
- des fabricants d'huiles, de pâtes à papiers, d'engrais, de produits chimiques, des savonneries, des raffineries ;
- la brasserie Burgelin qui est intégrée en 1906 dans les Brasseries de la Meuse ;
- la rizerie Levesque créée en 1860 par Louis-Auguste Levesque (fonctionne jusqu’en 1939, puis devient fabrique d’aliments pour animaux) ;
- l'usine chimique Saint-Gobain ;
- la raffinerie de sucre « Chantenay ».

#### L'évolution sociale de Chantenay et du quartier nantais de Sainte-Anne
Chantenay et le quartier nantais de Sainte-Anne connaissent une concentration des classes populaires parmi les plus pauvres de l'agglomération de Nantes, issues notamment d'une immigration en provenance de Basse-Bretagne.
À Sainte-Anne, en 1872, les trois quarts des 4 400 habitants sont natifs de Loire-Inférieure, tandis que parmi les 25 % restant, une très grande majorité sont originaires des 4 autres départements bretons (l'Ille-et-Vilaine étant cependant relativement peu représentée), ces personnes étant essentiellement bretonnantes ; seules 2 % viennent de Vendée et 6 % d'autres départements. Le quartier Sainte-Anne, surpeuplé et très pauvre, est considéré comme un des quartiers « insalubres » de Nantes (avec le Marchix près de l'église Saint-Similien), mais ce n'est que vers 1900 qu'un effort d'amélioration du logement a lieu avec les premières habitations à bon marché (HBM).
À Chantenay (qui compte alors 9 860 habitants), le quartier de la Ville-en-Bois comprend 20 % d'immigrés de Basse-Bretagne (essentiellement de Cornouaille) et le quartier Saint-Martin 12 %, les quartiers de l'ouest, encore ruraux, beaucoup moins. Les Bas-Bretons sont particulièrement nombreux dans les métiers les moins qualifiés (manœuvres, portefaix, etc.).
La croissance démographique de Chantenay amène la création d'une seconde paroisse, Saint-Clair, en 1858. Mais la commune apparaît assez tôt comme un foyer du mouvement ouvrier nantais, en particulier lors de plusieurs grèves menées au cours du XIXe siècle. En 1896, c'est là qu'est formée la Fédération (nationale) des ouvriers ferblantiers.

#### Sainte-Anne: du rocher de Misery à la butte Sainte-Anne

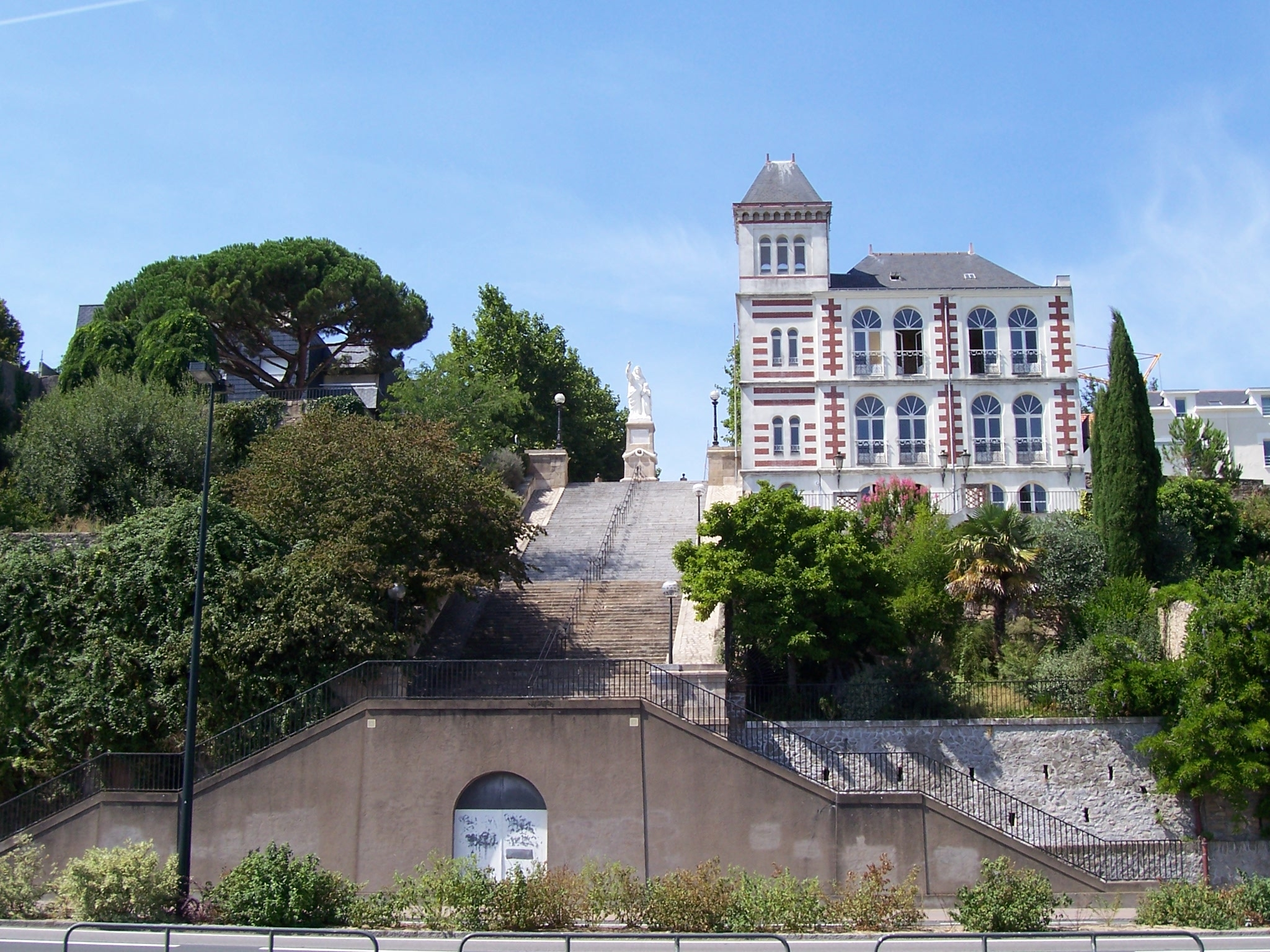
La Butte Sainte-Anne.

Sur le plan religieux, Misery fait partie de la paroisse Saint-Martin jusqu'au milieu du XIXe siècle. Cependant, l'accroissement de la population y compris dans les quartiers périphériques nantais, fait qu'une nouvelle paroisse est créée en 1846 sur le territoire de la commune de Nantes, dédiée à sainte Anne, patronne de la Bretagne. Cela s'accompagne d'une transformation urbaine, avec la construction de l'église Sainte-Anne (architecte : Joseph-Fleury Chenantais) et l'aménagement des abords par l'architecte-voyer de Nantes, Henri Driollet : esplanade, escalier vers le quai Marquis-d'Aiguillon, installation de la statue de la sainte.
L’Église catholique fait de la paroisse Sainte-Anne un moyen de maintenir la christianisation de la population en organisant dès 1848 une neuvaine pour la fête patronale ; en 1851 a lieu la première procession extérieure ; en 1872, Sainte-Anne de Nantes est érigé en lieu de pèlerinage substituable à Sainte-Anne d'Auray.
Néanmoins, en 1896, les électeurs du quartier Sainte-Anne envoient à la mairie de Nantes trois conseillers socialistes pour les cinq sièges dont ils disposent, avec notamment Charles Brunellière.

#### L'annexion de Chantenay par Nantes

Les limites communales de Chantenay-sur-Loire sur un plan actuel.

La question des relations entre Nantes et Chantenay réapparaît à la fin du XIXe siècle du fait de l’industrialisation du quartier Mellinet-Launay à l'Ouest de Nantes et de l’installation d’équipements urbains nantais sur le territoire de Chantenay : le réservoir de la Contrie, et surtout la partie ouest du « boulevard de ceinture » (actuellement : boulevard de la Liberté, Boulevard de l'Égalité, boulevard de la Fraternité, ….), construit entre 1870 et 1895.
La création d'un réservoir nantais sur le territoire de Chantenay est négocié par Paul-Émile Sarradin, industriel de la parfumerie, avec son collègue chantenaysien, Prosper Sevestre, issu d'une autre famille d'industriels. Mais les élections de 1900 portent à la mairie de Chantenay une municipalité nettement plus à gauche, dirigée par le radical Paul Griveaud et alliée avec des socialistes. Les relations entre les deux municipalités sont assez tendues. La mise en place du réservoir de la Contrie donne lieu à une guerre municipale, Nantes interdisant l'utilisation de son eau par Chantenay ; sur le plan symbolique, Paul-Émile Sarradin n'invite pas la municipalité Griveaud à l'inauguration du réservoir, mais les représentants de l'opposition.
La perspective d'une annexion de Chantenay est présente pendant tout le mandat de Paul-Émile Sarradin, alors que la municipalité Griveaud y est opposée. Au conseil municipal de Nantes, seuls Charles Brunellière et les socialistes essaient de défendre Chantenay qui, le 4 septembre 1903, va jusqu'à inaugurer un nouvel hôtel de ville situé place de la Liberté en présence du ministre de la
Marine du gouvernement Émile Combes, Camille Pelletan.
La fusion est finalement réglée par la loi du 3 avril 1908, qui entraîne la dissolution des conseils municipaux de Nantes, Chantenay et Doulon remplacés provisoirement d’une délégation spéciale chargée d’organiser les élections municipales de la nouvelle commune de Nantes. Cette délégation, présidée par un fonctionnaire préfectoral, Joseph Canal, est constituée pour l’essentiel de fonctionnaires. Son mandat dure seulement du 4 avril au 17 mai 1908, date de l’installation du nouveau maire de Nantes, Gabriel Guist'hau.
Chantenay, comme Doulon, conserve cependant une spécificité au sein de la commune de Nantes : la mairie de Chantenay devient « mairie annexe » et la municipalité désigne un « adjoint spécial ». Depuis les élections municipales 2008, aucun adjoint spécial n'a été nommé.

## Démographie
| 1793  | 1800  | 1806  | 1821  | 1831  | 1841  | 1846  | 1851  | 1856  |
| ----- | ----- | ----- | ----- | ----- | ----- | ----- | ----- | ----- |
| 2 400 | 2 461 | 1 801 | 2 602 | 2 901 | 3 935 | 4 691 | 4 966 | 5 972 |

| 1861  | 1866  | 1872  | 1876  | 1881   | 1886   | 1891   | 1896   | 1901   |
| ----- | ----- | ----- | ----- | ------ | ------ | ------ | ------ | ------ |
| 7 252 | 9 066 | 9 860 | 9 953 | 11 808 | 12 524 | 14 139 | 16 264 | 20 163 |

| 1906   | - | - | - | - | - | - | - | - |
| ------ | - | - | - | - | - | - | - | - |
| 21 671 | - | - | - | - | - | - | - | - |

## Géographie

### Géographie physique
Chantenay se trouve à l’extrémité sud du Sillon de Bretagne, au point de resserrement du lit de la Loire au niveau de la butte Sainte-Anne. Le bourg ancien de Chantenay surplombe la Loire d'une vingtaine de mètres.

### Géographie humaine
Le quartier Bellevue-Chantenay est actuellement totalement urbanisé.

#### Chantenay
On peut distinguer plusieurs quartiers :
- le centre ancien (le « bourg »[13]), autour de l’église Saint-Martin et du cimetière Saint-Martin ;
- le centre moderne autour de la mairie et de sa grande place, avec à proximité l'étoile de la place de la Nation ;
- le quartier de l'église Saint-Clair.

#### Le bas Chantenay
Plusieurs secteurs occupent l'espace plane qui s'étend entre la Loire et le coteau de Chantenay, au pied duquel passe la ligne de chemin de fer de Nantes à Saint-Nazaire une fois sortie du tunnel de Chantenay ; d'aval en amont :
- le port de Roche-Maurice, au niveau du pont de Cheviré, premier élément amont du Port autonome avec celui de Cheviré en face (à noter que la zone de Cheviré relève de la commune de Nantes et a été inclus, au moins pour la forme, dans le quartier Bellevue-Chantenay) ;
- la zone industrielle située le long de la Loire, caractérisée par la présence de plusieurs friches industrielles de grande superficie ; on y trouve aussi un centre nautique (rue Réaumur) et l'ancienne usine Levesque ;
- le secteur boulevard de Cardiff - boulevard de Chantenay, correspondant au port du XIXe siècle, où se trouvent des ilots résidentiels adjacents à des emprises économiques : ancienne fonderie Dejoie, vinaigrerie Caroff (en activité) au nord du boulevard de Cardiff, dépôt de Nantes Métropole à proximité de la Loire, entre autres. Ce secteur est marqué par le souvenir des chantiers navals Crucy : rue de la Cale-Crucy, impasse Crucy[14], rue des Chantiers-de-Crucy et rue de la Piperie[15]. L'ancienne cale Crucy est effectivement toujours présente (et indiquée sur les plans), mais n'est pas du tout mise en valeur d'un point de vue touristique. Sur l'autre rive de la Loire, on peut voir le village de Trentemoult à Rezé.

En retrait de la zone industrielle, se trouve la grande emprise ferroviaire de la gare de Chantenay.

## Administration
| Période                                  | Période | Identité                      | Étiquette                       | Qualité                             |
| ---------------------------------------- | ------- | ----------------------------- | ------------------------------- | ----------------------------------- |
| 1793                                     | 1816    | Elie Bettinguer               |                                 |                                     |
| 1816                                     | 1823    | Julien-Joseph Durand-Gasselin |                                 |                                     |
| 1823                                     | 1830    | Charles Leroux de Commequiers |                                 |                                     |
| 1830                                     | 1832    | Julien-Joseph Durand-Gasselin |                                 |                                     |
| 1832                                     | 1838    | Félix Crucy                   |                                 |                                     |
| 1838                                     | 1843    | Jean Guilbaud                 |                                 |                                     |
| 1843                                     | 1848    | Deffès                        |                                 |                                     |
| 1848                                     | 1851    | Jean Pilon                    |                                 |                                     |
| 1851                                     | 1870    | Théodore Dubigeon             |                                 |                                     |
| 1870                                     | 1881    | Jean-Baptiste Georget         | Franc-maçon, républicain modéré |                                     |
| 1881                                     | 1882    | Jules Sevestre                |                                 |                                     |
| 1882                                     | 1886    | Charles Housset               |                                 |                                     |
| 1886                                     | 1892    | Firmin Colas                  |                                 |                                     |
| 1892                                     | 1900    | Prosper Sevestre              | Républicain modéré              |                                     |
| 1900                                     | 1908    | Paul Griveaud                 | Républicain-socialiste          |                                     |
| 1908                                     | 1908    | Joseph Canal                  |                                 | Président de la délégation spéciale |
| Les données manquantes sont à compléter. |         |                               |                                 |                                     |

## Navettes fluviales
C'est à Chantenay que fut construit le Roquio, premier bateau à vapeur d'une série de huit de la Compagnie de Navigation de la Basse-Loire, assurant, entre 1887 et 1958, un service de passagers entre Nantes et le village de pêcheurs de Trentemoult. Le nom de Chantenay a d'ailleurs été donné à l'une de ces navettes fluviales.
Ce nom a ensuite été repris pour le deuxième Navibus mis en exploitation sur la Loire, le 17 juin 2006, assurant la liaison entre le ponton Gare Maritime à Nantes et le ponton de Trentemoult.

## Lieux et monuments

### Bas-Chantenay
- Ancienne carrière de Misery
Délimitée par une falaise rocheuse d'une vingtaine de mètres de hauteur, elle est envahie par les genêts. Traces de la brasserie Burgelin devenue "La Meuse" jusqu'à la fermeture définitive pendant l'été 1985, notamment le mur extérieur en ruine revêtu de tags sur sa longueur d'une cinquantaine de mètres.
- Rizerie Levesque, établie par Louis-Auguste Levesque en 1860 et qui a fonctionné jusqu'en 1939 (rue Réaumur, dans la zone industrielle)

### Ancien bourg

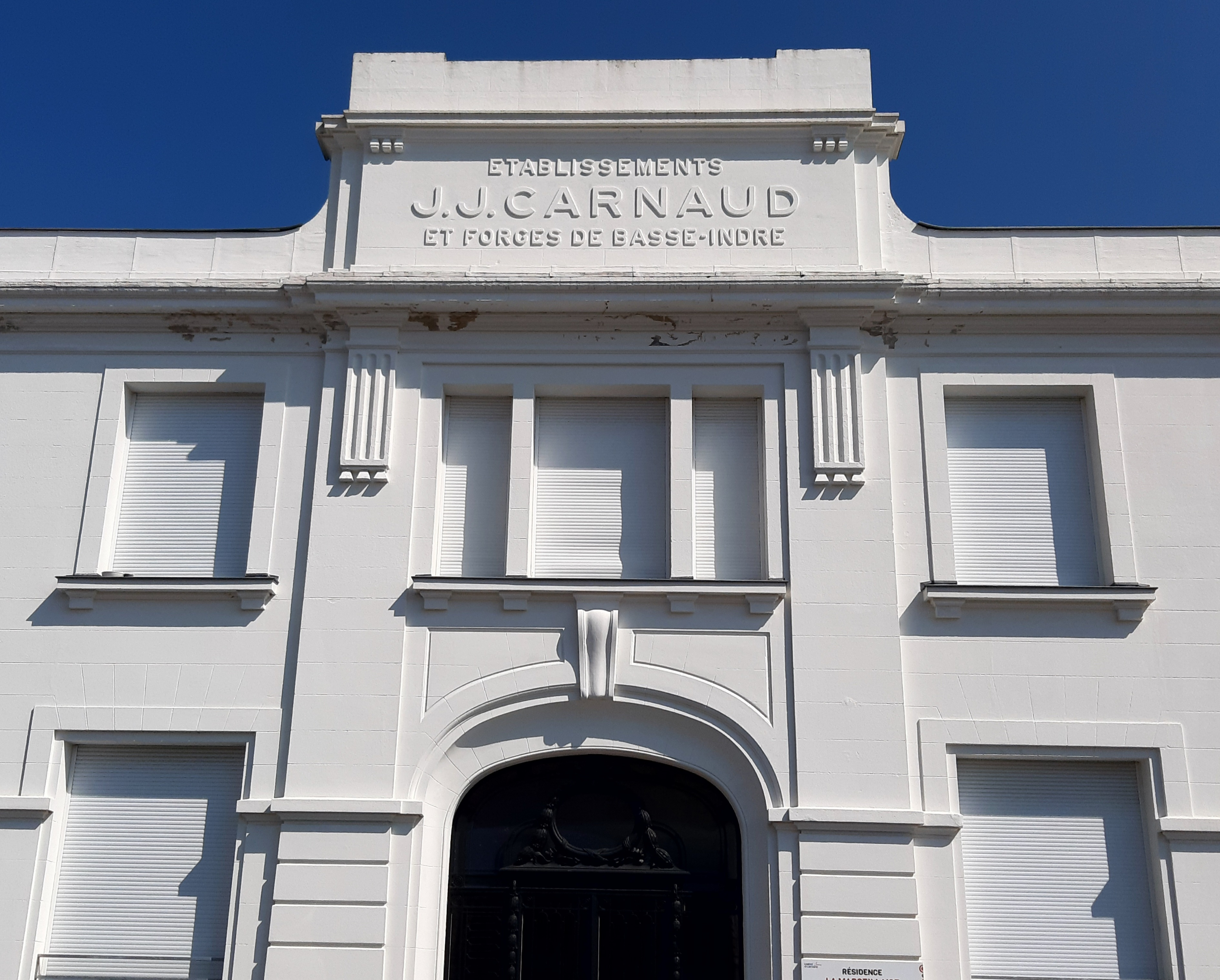
Façade de l'ancien établissement J.J. Carnaud, Forges de Basse-Indre, de nos jours Résidence La Marseillaise

- Le domaine de l'Abbaye : le site où se trouve actuellement le lycée Notre-Dame de l'Abbaye a été du XIe au XVe siècle celui d'une abbaye bénédictine, filiale de l'abbaye de Saint-Méen, puis d'un domaine laïc dans lequel, au début du XVIIIe siècle, la famille Goyon a fait construire un manoir appelé "château de l'abbaye", restauré aux XIXe et XXe siècles.
- Église Saint-Martin et ancien cimetière attenant
- Presbytère, construit au XVe siècle (rue des Réformés)
- Villa dite "Pavillon chinois"

### Secteur nord-ouest (Dervallières, Carcouët)
- le château de Carcouët, du XVe siècle, aménagé jusqu'au XIXe, a été détruit en 1970 pour construire un établissement secondaire, d'abord collège, l'actuel lycée Carcouët ; élément subsistant : un escalier du parc.
- le château des Dervallières, construit au XVe siècle, reconstruit au XIXe, a été détruit dans les années 1980, son parc ayant été largement utilisé pour la construction des cités HLM dans les années 1950 et 1960 ; quelques éléments subsistent actuellement, notamment le pigeonnier.

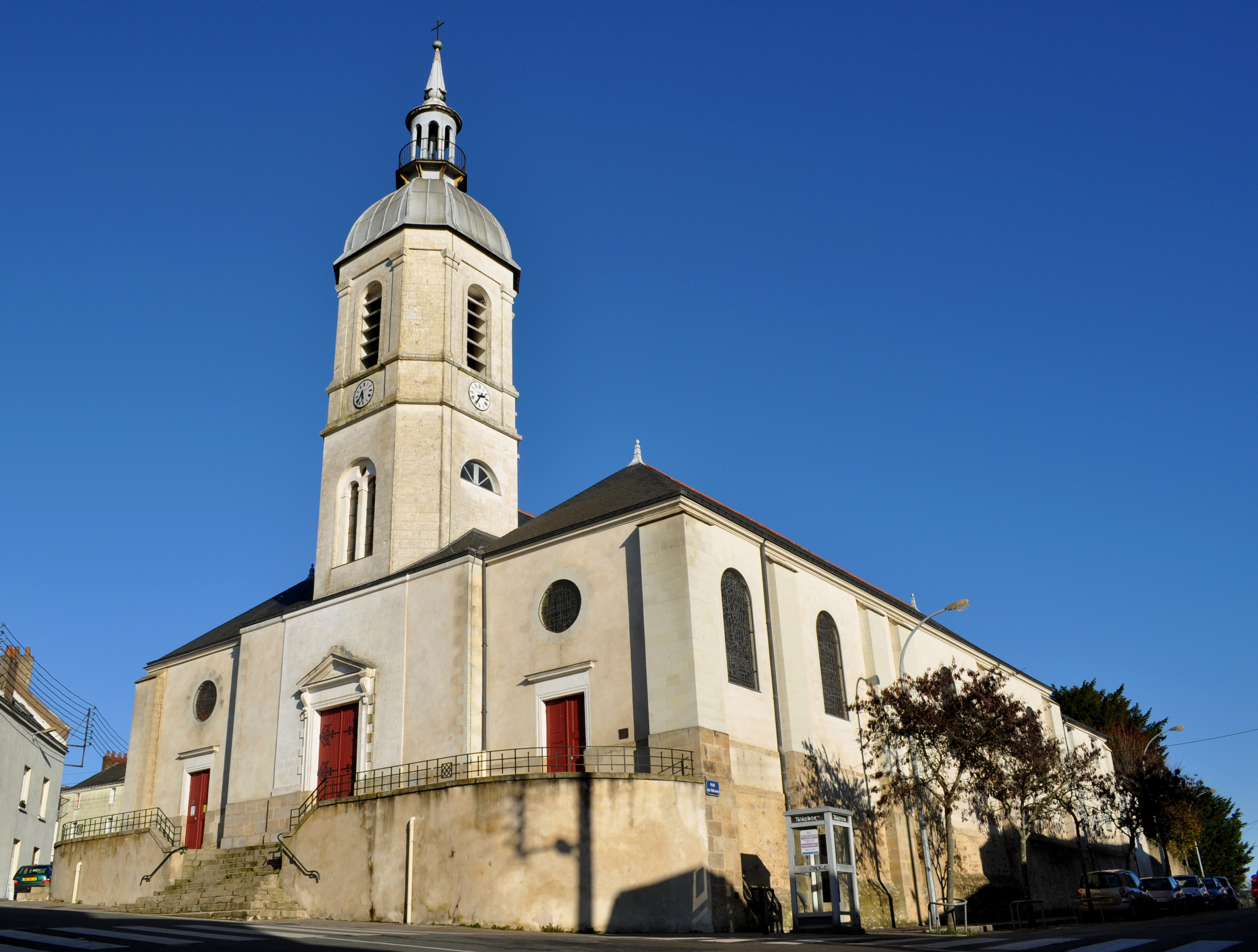
L'église Saint-Martin de Chantenay.
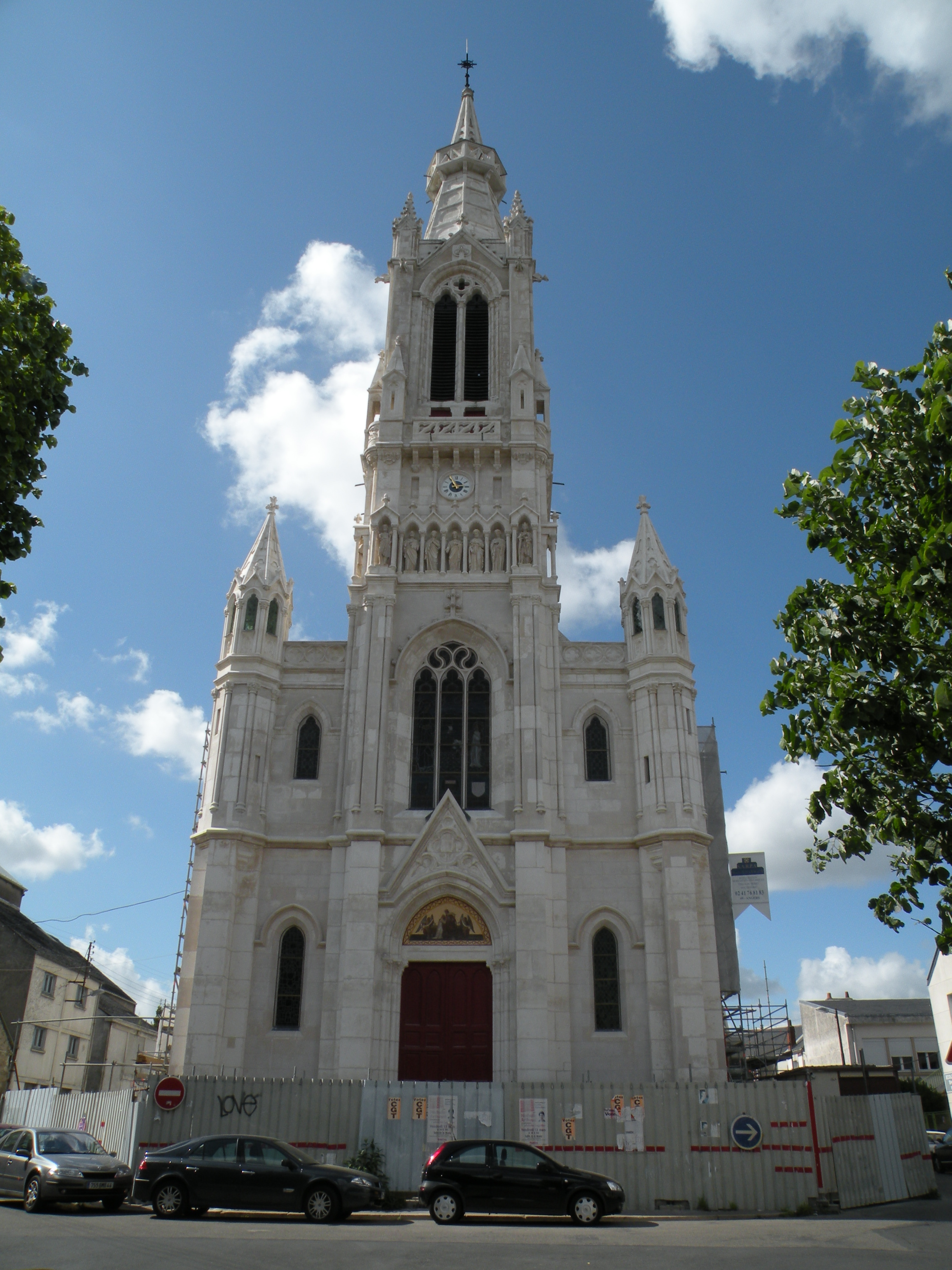
L'église Sainte-Anne de Nantes.
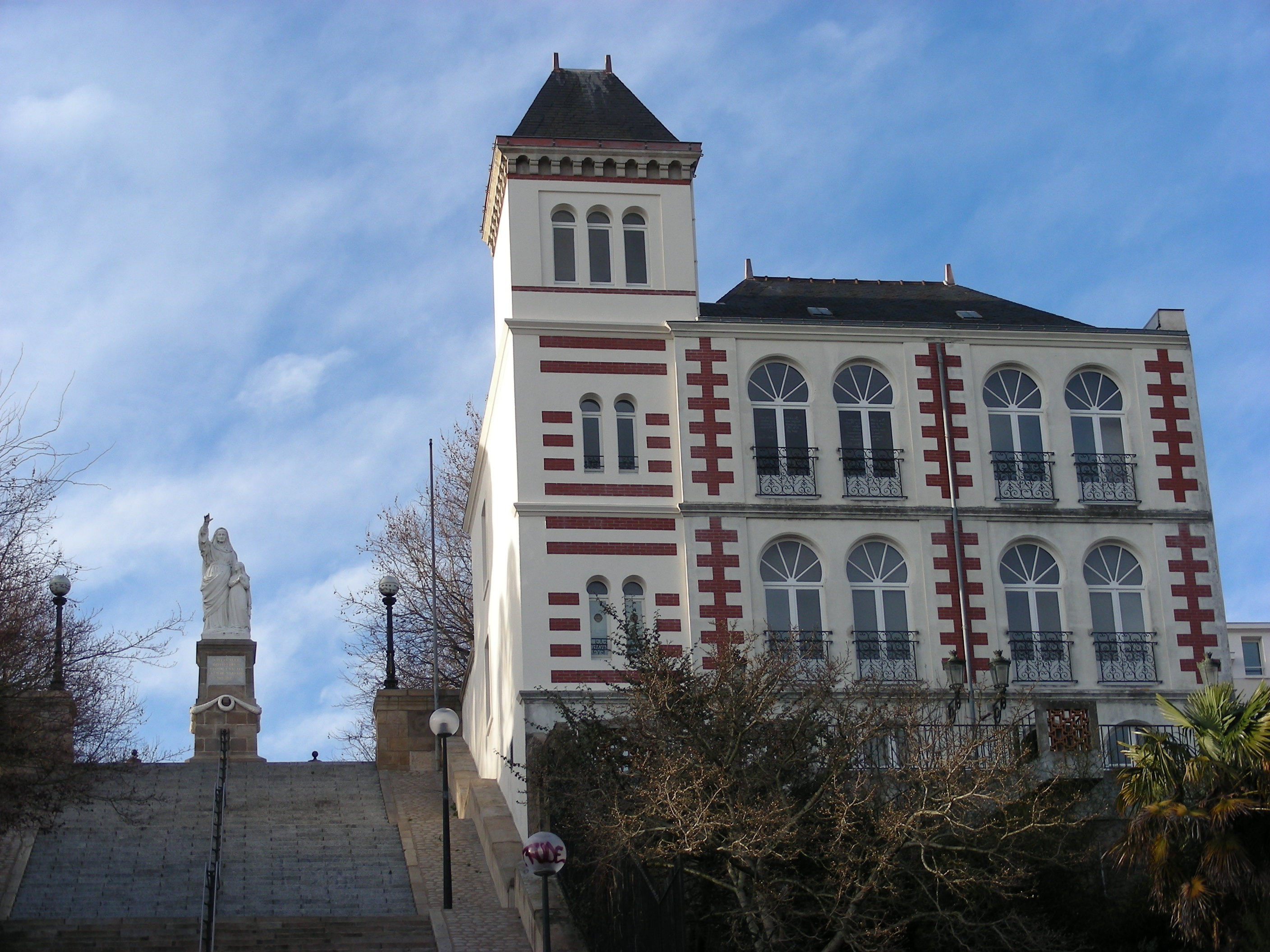
Le Musée Jules-Verne et la statue de sainte Anne, sur la butte Sainte-Anne.
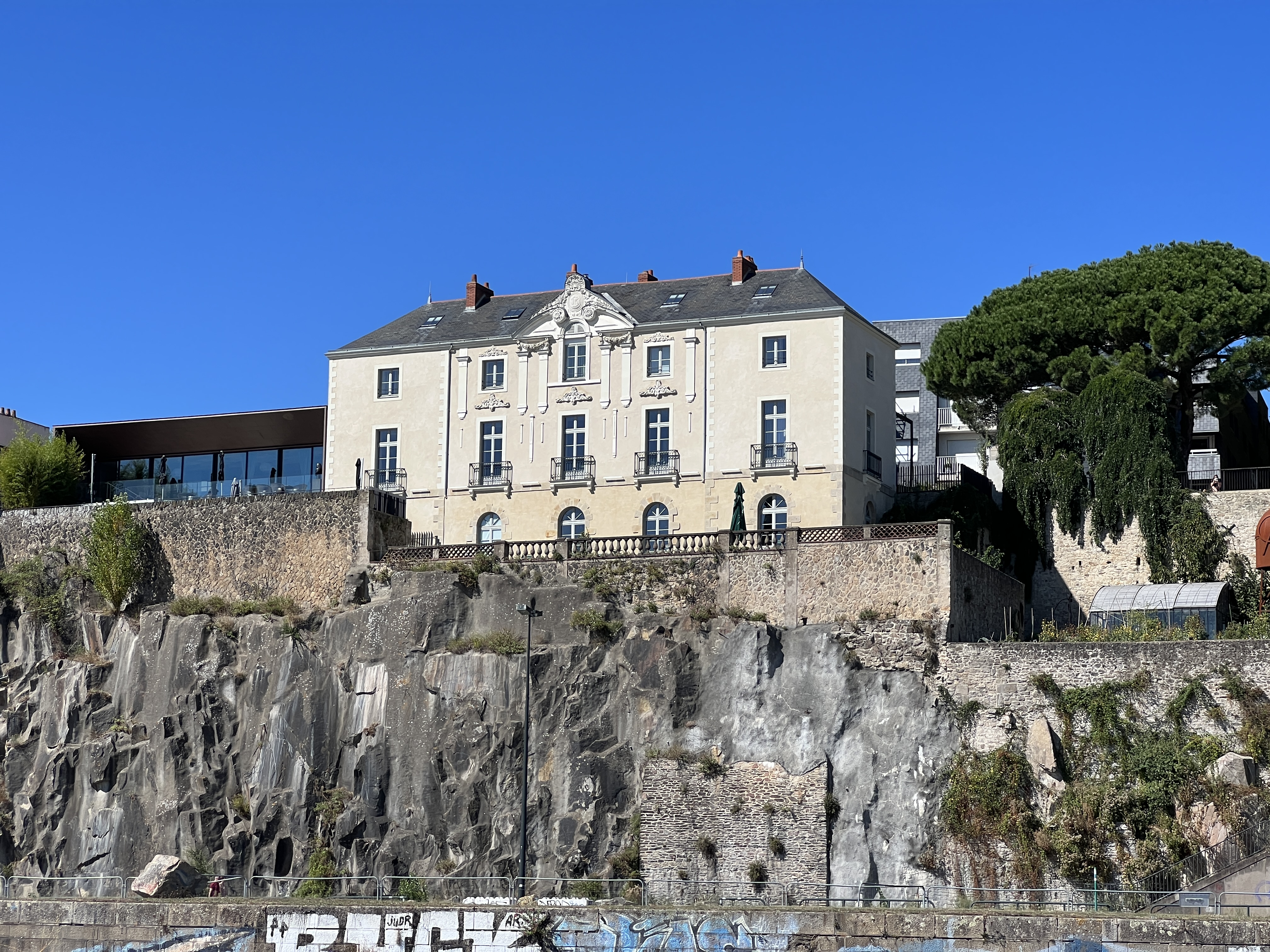
L'Atlantide 1874.
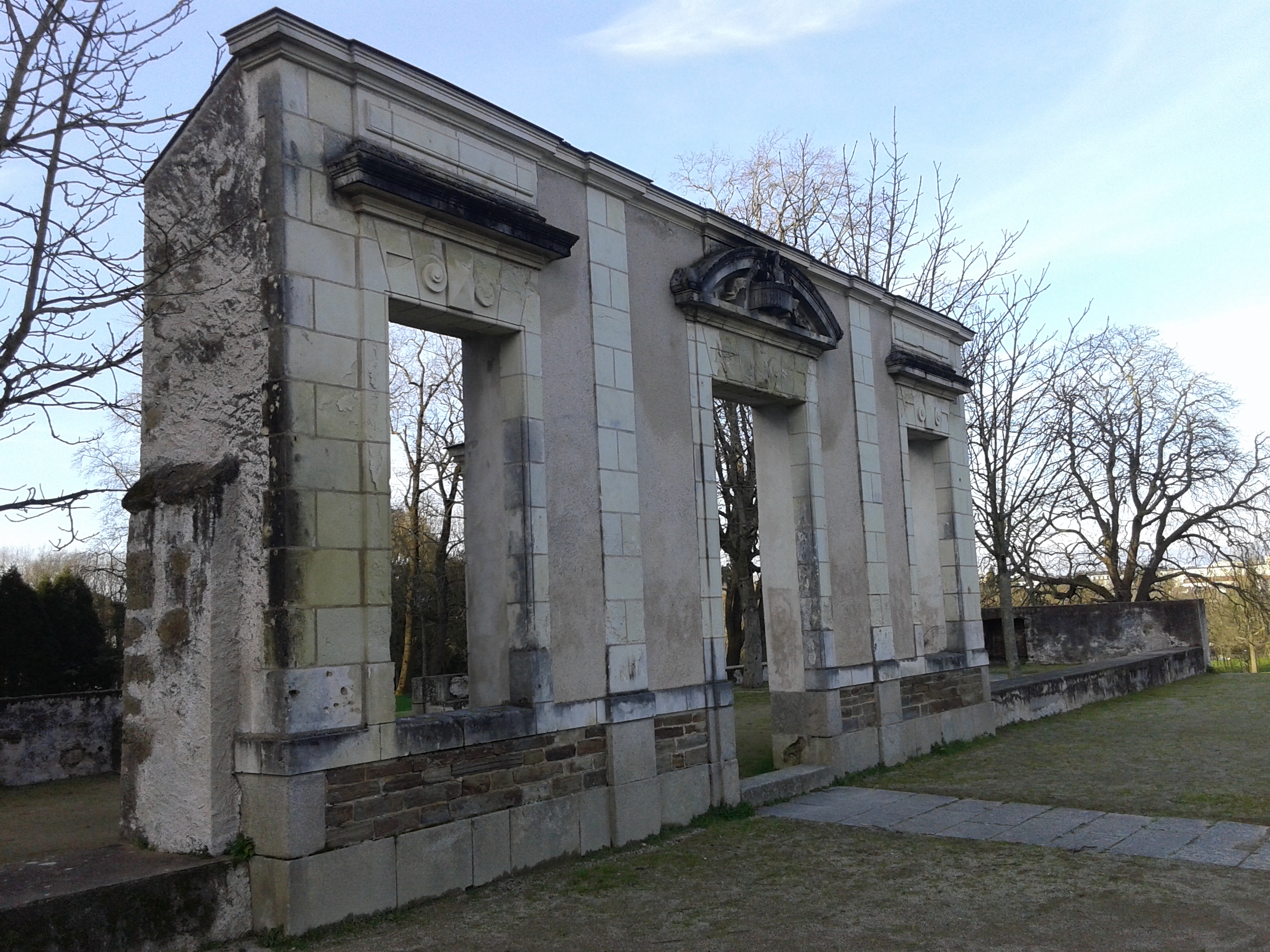
Ruines du château des Dervallières.
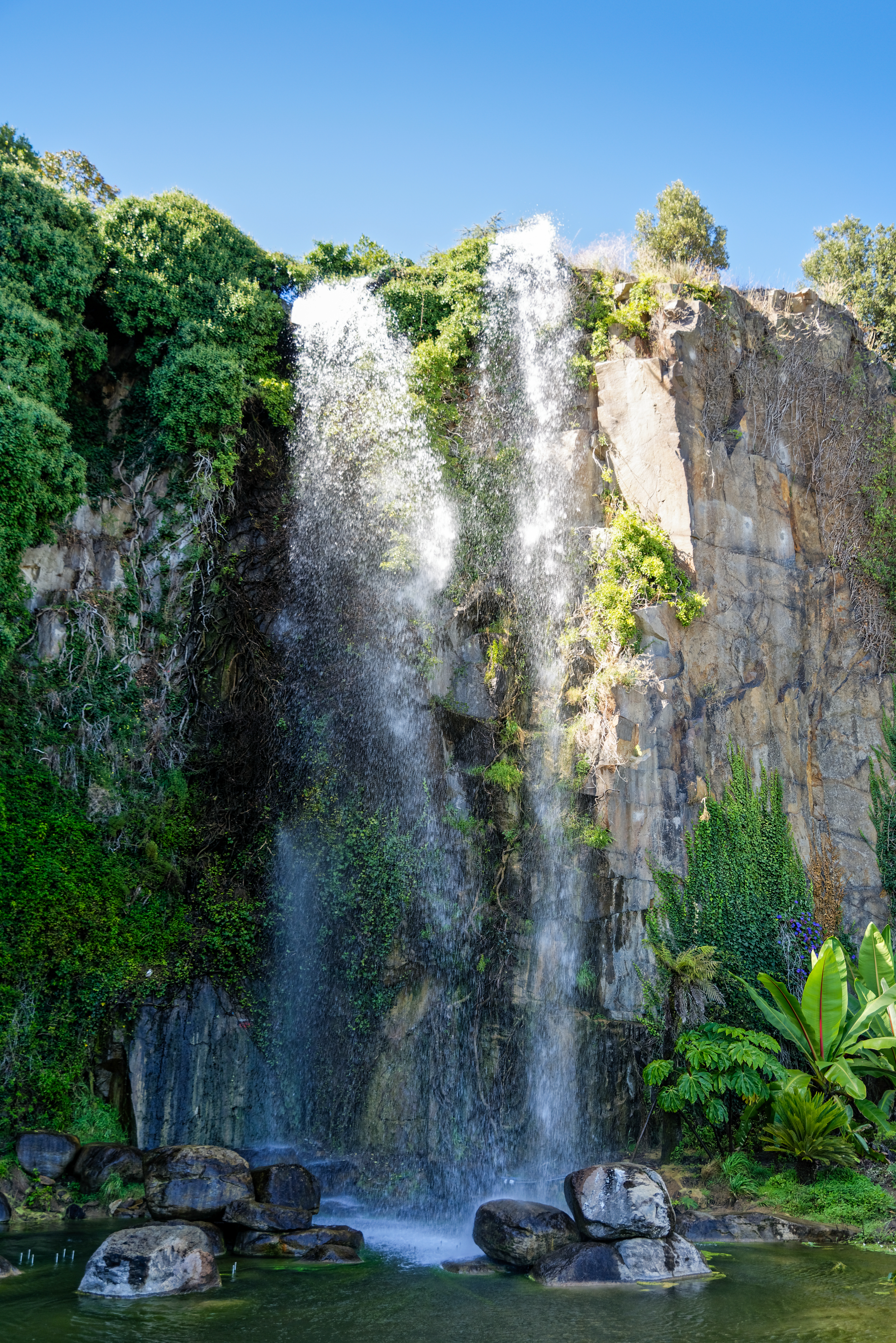
Le Jardin extraordinaire dans l'ancienne carrière de Misery.
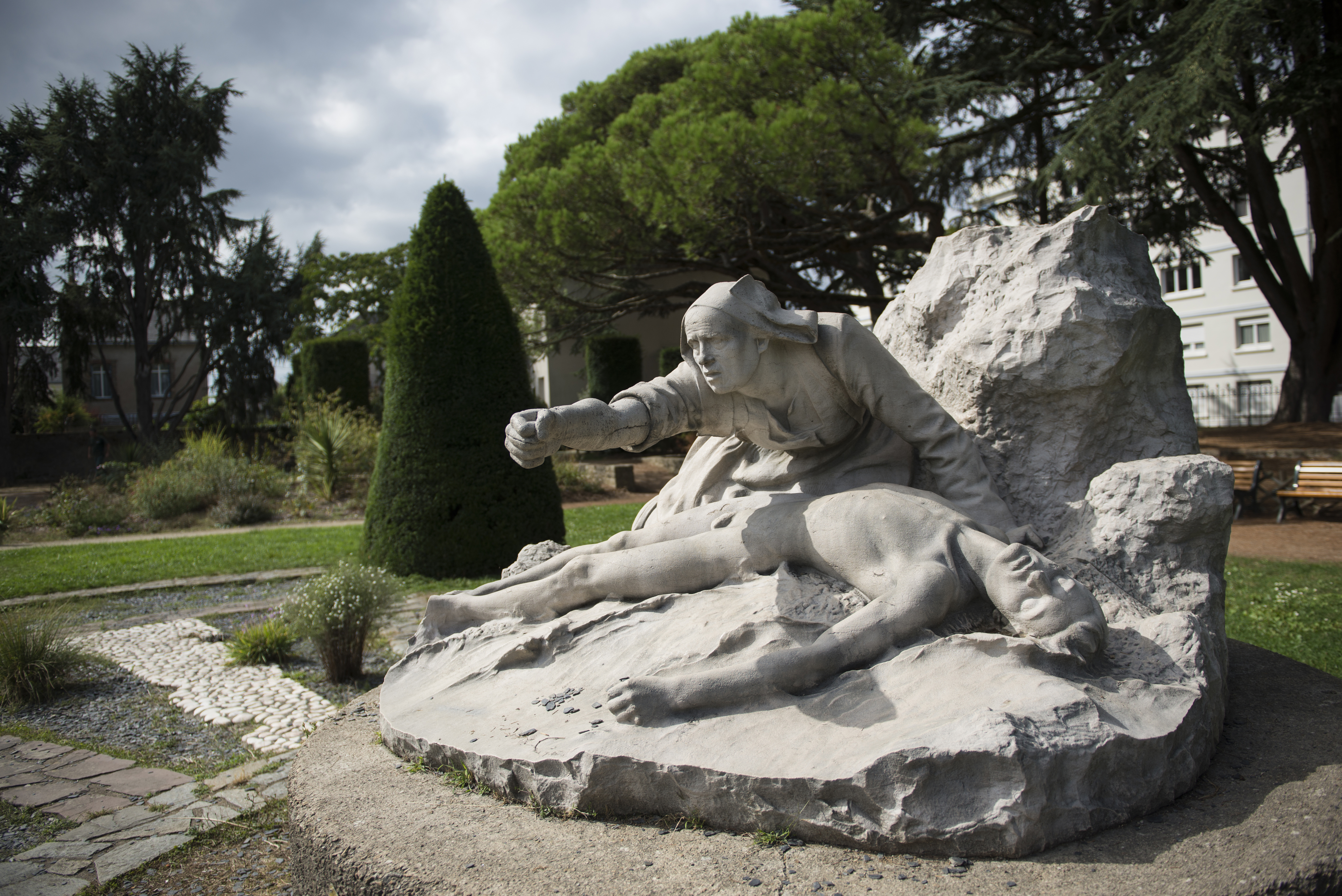
L'Épave, sculpture de Paul Auban dans le square Maurice-Schwob.

## Personnalités liées à Chantenay
- La famille Stapleton, propriétaire de la seigneurie et du château des Dervallières au XVIIIe siècle) :
  - Jean Ier Stapleton (1661-1701), planteur de Saint-Domingue, membre de la communauté des Irlandais de Nantes, achète en 1701 la seigneurie des Dervallières, qui est ensuite détenue par son fils Jean II Stapleton (1696-1776) ;
  - sa fille, Julienne Stapleton (1690-1748) épouse Jean-Baptiste Mac Nemara (1690-1756), officier de marine d'origine irlandaise, en 1713 dans la chapelle du château des Dervallières[16].
- La famille de Goujon (de Goyon), propriétaire du château de l'Abbaye :
  - Michel-Augustin de Goyon (1764-1851), haut fonctionnaire du XIXe siècle ;
  - Charles-Marie-Augustin, son fils, aide de camp de Napoléon III en 1853, puis président du conseil général en 1861 et sénateur du Second Empire en 1862 ;
  - Son fils, Charles, duc de Feltre par décret impérial en 1866, député des Côtes-du-Nord de 1876 à 1889 ;
- La famille Durand-Gasselin :
  - Hippolyte Durand-Gasselin (1806-1888), architecte, né à Chantenay, père d'un autre Hippolyte (1839-1929), industriel et banquier, exécuteur testamentaire de Thomas Dobrée.
- La famille Crucy :
  - Mathurin Crucy, mort à Chantenay le 7 novembre 1826 ;
  - son fils, Félix Crucy[17], maire de Chantenay de 1832 à 1838.
- Les parents de Jules Verne (1828-1905) ont à partir de 1834 une résidence secondaire à Chantenay (encore existante : no 29 bis de la rue des Réformes)[18].
- Le prélat catholique français Félix Clair Ridel (1830-1884) y est né.
- L'industriel nantais Joseph Paris, fondateur de l'entreprise Joseph Paris, naît à Chantenay en 1844 ; son fils Joseph Paris y naît en 1870 ; son frère le prélat Prosper Paris y est né en 1846.
- L'architecte et graveur Henry Wilfrid Deville y est né en 1871.
- Dans les années 1930, les parents de l'humoriste Sim sont les gérants du cinéma Majestic (actuel Olympic, place Jean-Macé).
- C'est dans le quartier de Chantenay qu'en 1940, Honoré d'Estienne d'Orves établit le centre de son réseau de renseignement, le réseau Nemrod, et qu'il est arrêté en janvier 1941 par la police allemande (plaque commémorative au numéro 1 de la rue du Bois-Haligand, propriété de l'industriel André Clément[19].
- Jean Leray (1906-1998), mathématicien qui a travaillé à la fois sur les équations aux dérivées partielles et sur la topologie. algébrique, professeur au Collège de France, Académicien.
- L'écrivain Julien Gracq (1910-2007) décrit le village dans son livre la Forme d'une ville.
- L'écrivain Michel Chaillou (1930-2013) y a passé une partie de son enfance[20].
- le peintre Paul Briaudeau (1869-1944) y est mort.

#### Sur Chantenay
- « Chantenay hier et aujourd'hui », dans Annales de Nantes et du Pays nantais, no 206, 1982 (numéro spécial disponible en ligne : )
- Daniel Pinson, L'Indépendance confisquée d'une ville ouvrière Chantenay, Éditions ACL, Nantes, 1984.
- Alain Duperray, « Sainte Anne la Bretonne, Chantenay la Rouge ? », dans Didier Guyvarc’h dir., La Mémoire d’une ville. 20 images de Nantes, Nantes-Histoire/Skol Vreizh, Morlaix, 2001, pages 74–82.
- Catherine Olart, Nantes secret et insolite, Éditions Les Beaux Jours, Paris, 2009, pages 87–97. L’auteur évoque : la rizerie Levesque, le presbytère, la maison Verne, le réseau d’Estienne d’Orves, le Pavillon chinois, le BCMO, le monument à Jacques Cassard, la fresque des Acadiens, la carrière de Misery, la brasserie Burgelin, la Maison de l’apiculture.

#### Sur les Acadiens
- Alain Croix dir., Nantais venus d'ailleurs, Histoire des étrangers à Nantes des origines à nos jours, Nantes-Histoire/Presses universitaires de Rennes, 2007, pages 101-102 et 125 pour les Acadiens.
- G.-M. Braud, Les Acadiens en France : Nantes et Paimbœuf, 1775-1785, approche généalogique, Nantes, 1999.